# Auguste Royer de Behr
Auguste Nicolas Maximilien Royer, ook Royer de Behr, (Namen, 19 oktober 1824 - Antwerpen, 4 augustus 1886) was een Belgisch volksvertegenwoordiger.

## Levensloop
Royer was een zoon van handelaar en provincieraadslid Philippe Royer en van Marie-Joséphine Buydens. Hij trouwde met Eveline de Behr, dochter van Nicolas de Behr.
Beroepshalve industrieel was hij van 1834 tot 1857 gemeenteraadslid van Namen en van 1852 tot 1857 was hij er schepen. 
In 1859 werd hij katholiek volksvertegenwoordiger voor het arrondissement Namen en vervulde dit mandaat tot in 1876.
Hij was bestuurder van:
- Société Commerciale Belge,
- Chemin de fer de Gand à Dunkerque,
- Compagnie générale des conduites d'eau,
- Chemin de fer Franco-Belge-Prussien,
- Chemin de fer de Gembloux à la Meuse,
- Chemin de fer du Sud-Est belge,
- Cristalleries et Verreries Namuroises.

## Publicaties
- Du droit international de réimpression, Namen, 1847.
- Traité élémentaire d'économie politique, Namen, 1854 (38ste druk in 1859).
- La liberté commerciale et le traité anglo-belge, Brussel, 1862.